# Gnathifera paropsias
Gnathifera paropsias is een vlinder uit de familie van de borstelmotten (Epermeniidae). De wetenschappelijke naam van de soort is voor het eerst geldig gepubliceerd in 1972 door Gaedike.